# 하이퐁 오페라 하우스

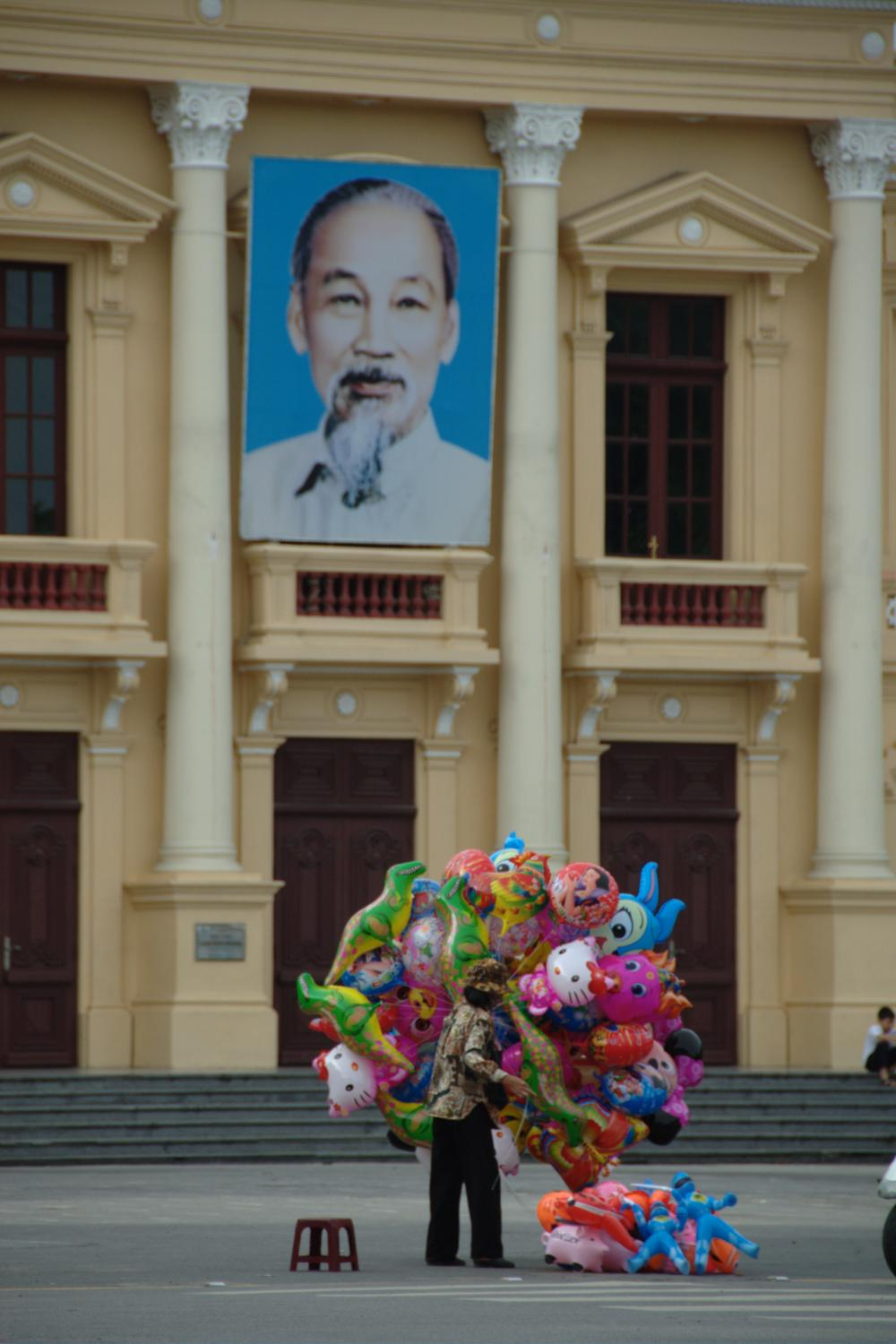
하이퐁 오페라 하우스

하이퐁 오페라 하우스(Haiphong Opera House)는 베트남 하이퐁에 프랑스 식민지 시대인 1912년 개장한 지어진 신고전주의 양식의 오페라 하우스이다. 오페라 광장(Quảng trường Nhà hát lớn)에 위치해 있다. 현재의 공식 명칭은 하이퐁 시립 극장(베트남어: Nhà hát lớn Hải Phòng)으로 하이퐁 시의 주요 정치, 문화 활동을 하는 곳이다.

## 역사
20세기 초 하이퐁의 인구는 약 1만 6000명으로 프랑스 육군과 프랑스 국민도 수천 명이 거주했다. 따라서 프랑스 정부는 유럽 지역, 중국 지역과 베트남 지역과 접촉하여 프랑스 정부의 계획에 따라 도시 중심부에 대규모 극장을 짓는 것을 지지했다. 그 당시 사람들의 방식에 따라 서양식 극장을 건설하기로 결정하고, 그에 따라 선택된 위치는 안 비엔 고대 마을의 크고 넓은 시장이었다.
1900년 프랑스 정부는 시장을 다른 곳으로 이전하고, 1904년에 건설을 시작하여 1912년 완성했다. 프랑스 건축가가 파리 극장 시제품에 따라 매우 정교하게 설계한 시 극장은 건축 자재마저 프랑스에서 가져왔다. 건설은 베트남 근로자에 의해 진행되었으며, 프랑스 건축가가 감독을 맡았다.
하이퐁에서 최초의 오페라 공연은 1888년 호텔 데 콜로니의 여행단에 의해 개최되었다. 이후 1895년부터 1897년까지 인도차이나의 프랑스 오페라 회사의 순회공연을 통해, 알렉산드라 다비드 넬이 프리마돈나로 출연하여 하이퐁의 순회하며, 라트라비아타와 카르멘을 공연했다. 블랑셰 아랄이 포함된 또 다른 순회공연 회사가, 1902년 하노이 국제박람회를 기다리며, 하이퐁에 왔다.
프랑스 식민지 당국은 1904년부터 1912년까지 건설 중인 오페라 하우스를 위해 광장에서 오래된 시장을 허물었다. 프랑스 건축가는 파리의 팔레 가르니에의 설계와 기자재를 의도적으로 복제했다.

## 같이 보기
- 하노이 오페라 하우스
- 사이공 오페라 하우스